# 스파니아 GTA 스파노
스파니아 GTA 스파노(영어: Spania GTA Spano)는 스파니아 GTA에서 생산 중인 스포츠카이다.

## 1세대 (2013년~2015년)

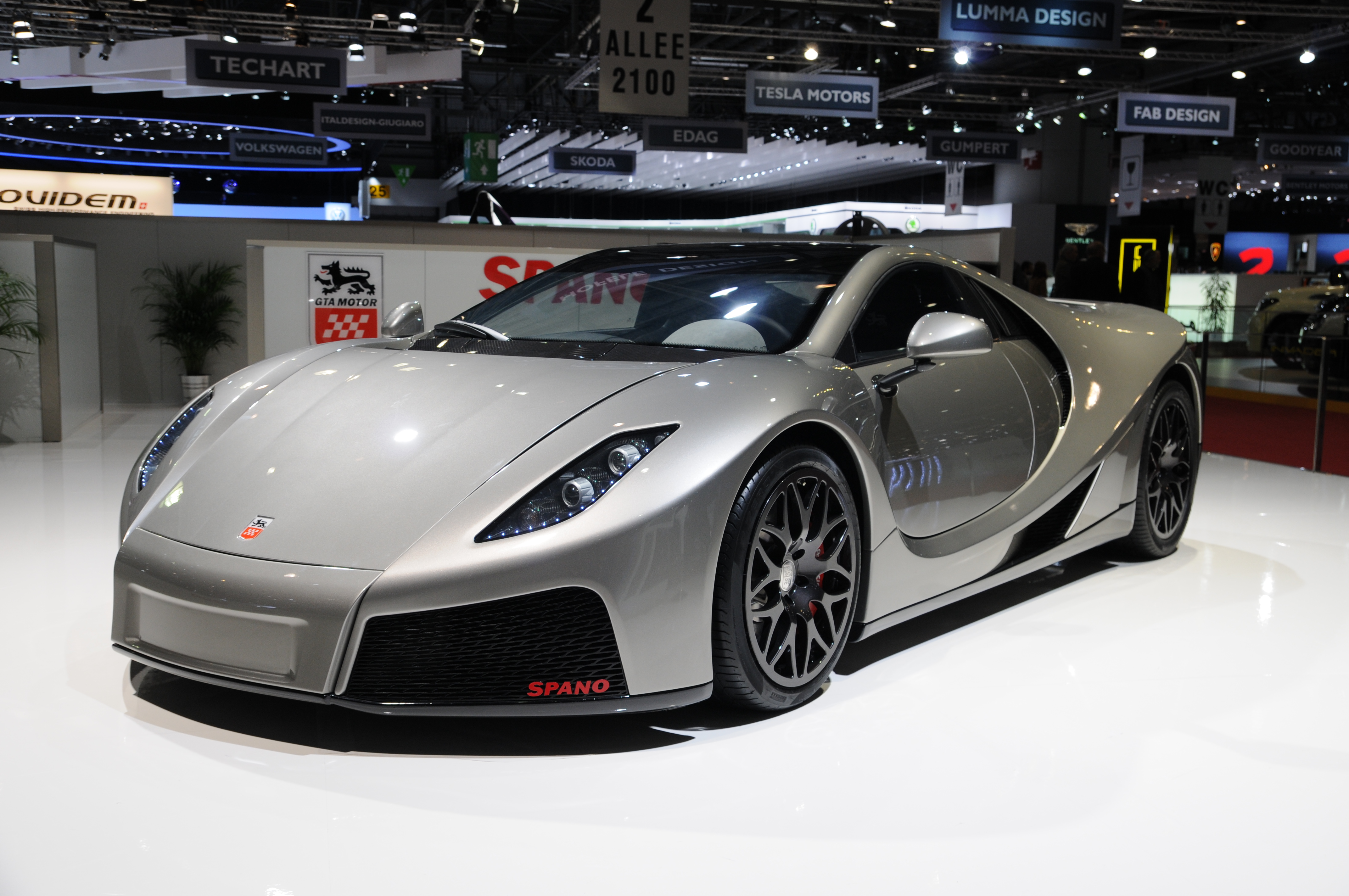
GTA 스파노 (1세대)

GTA 스파노의 양산형은 발렌시아에서 프로토타입이 처음 발표된 지 4년 후인 2013년 제네바 모터쇼에서 공개되었다.

## 2세대 (2015년~현재)
2015년 제네바 모터쇼에서 스파니아 GTA는 GTA 스파노의 2세대 모델을 선보였다.완전히 수정된 스타일을 포함하여 1세대 모델과 차별화하기 위해 여러 내부 및 외부 변경이 이루어졌다. 사전 생산 모델과 마찬가지로 2세대 바이퍼 V10의 트윈 터보차저이지만 현재 925 PS (680 kW) 및 1,220 N·m (900 lb·ft)의 토크로 평가되었다. 현재 제공되는 유일한 변속기는 CIMA에서 생산한 새로운 7단 패들 시프트 자동 수동이다.
GTA 스파노의 2세대 개발에서 스파니아 GTA는 스페인 나노기술 회사인 Graphenano와 협력하여 그래핀 재료를 자동차 섀시에 통합했다. 제조업체는 차체에 그래핀을 사용하면 자동차의 구조적 강성이 증가하고 무게가 감소한다고 주장하였다.2세대는 또한 탄소 섬유 차체 패널을 보다 광범위하게 사용한다.
2세대 GTA 스파노는 제조업체에서 2.9초 만에 0-97km/h(60mph)에서 가속할 수 있으며 370 km/h (230 mph)의 최고 속도를 달성한다.

## 사양

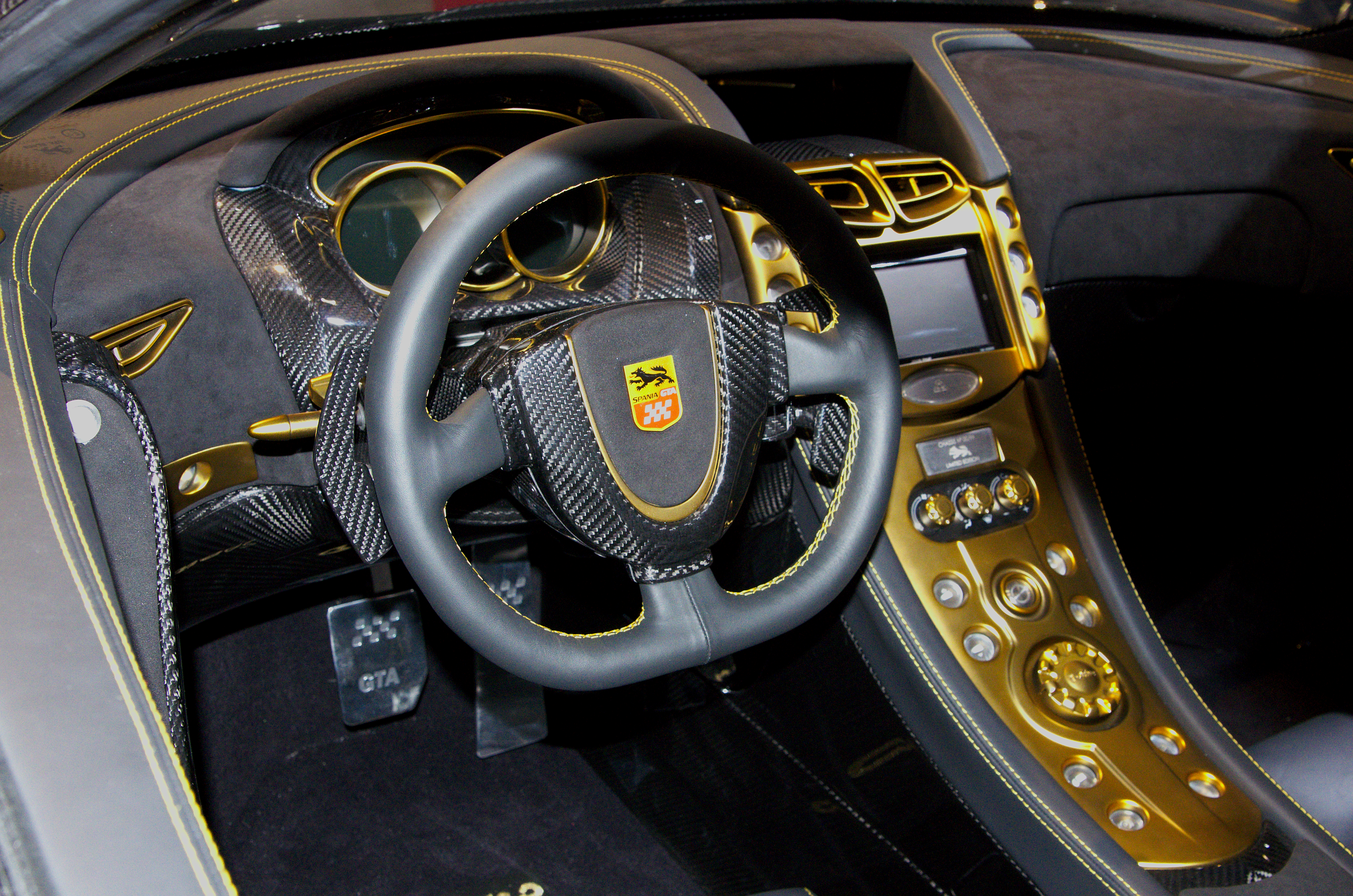
내부

### 차대
GTA 스파노는 탄소 섬유로 제조되고 티타늄 및 케블라 합성물로 강화된 모노코크 섀시 디자인을 사용하였다. 2세대 모델은 섀시 강성과 강성을 추가하기 위해 그래핀 요소를 설계에 도입하였다.

### 서스펜션
GTA 스파노의 1세대 및 2세대 모델 모두 전면 및 후면 차축에 더블 위시 본 서스펜션이 장착되어 있다.

### 휠
GTA 스파노의 1세대에는 전면 19인치, 후면 20인치 직경의 단조 알로이 휠을 장착하였다.
2세대 모델의 경우 스파니아 GTA는 미쉐린 타이어로 전환하고 모든 크기를 개선하였다.

### 외관
GTA 스파노는 실내에서 불투명도를 조절할 수 있는 특별히 설계된 파노라마 문루프를 갖추고 있으며 운전자는 또한 자동차의 활성 리어 윙을 제어하여 속도에서 생성되는 다운포스 수준을 조정할 수 있다.

### 파워트레인 및 성능
| 모델명   | 엔진                    | 최고출력        | 최대토크              | 전비중량            | (0–97km/h) | 최고 속도          |
| -------- | ----------------------- | --------------- | --------------------- | ------------------- | ---------- | ------------------ |
| 시제차량 | 8.3 L 트윈-터보차저 V10 | 780 hp (582 kW) | 920 N·m (679 lb·ft)   | 1,350 kg (2,976 lb) | 2.9초      | 350 km/h (217 mph) |
| 1세대    | 8.4 L 슈퍼차저 V10      | 900 hp (671 kW) | 1,000 N·m (738 lb·ft) | 1,350 kg (2,976 lb) | 2.9초      | 350 km/h (217 mph) |
| 2세대    | 8.0 L 트윈-터보차저 V10 | 925 hp (690 kW) | 1,220 N·m (900 lb·ft) | 1,400 kg (3,086 lb) | 2.9초      | 370 km/h (230 mph) |

## 비디오 게임에서의 등장
- 니드 포 스피드 라이벌
- 아스팔트 8: 에어본
- 포르자 모터스포트 7
- 포르자 호라이즌 3
- 포르자 호라이즌 4
- CSR 레이싱
- Driveclub